# FC Victoria Bammental
Der FC Victoria Bammental 1910 e. V. (auch FC Bammental abgekürzt) ist ein Fußballverein aus der kurpfälzischen Gemeinde Bammental südlich von Heidelberg. Er wurde am 1. März 1910 gegründet. Seine erfolgreichste Zeit hatte der Verein Mitte der 1990er Jahre. 1995 stieg er in die Oberliga Baden-Württemberg auf und hielt sich dort drei Spielzeiten bis zur Saison 1997/98, als man als Tabellenletzter abstieg.
Nach dem Abstieg des FC Bammental aus der Verbandsliga Nordbaden im Jahre 2006 und dem Abstieg aus der Landesliga 2009 spielte der Verein eine Saison in der Kreisliga, aus der er aber wiederum in die Kreisklasse A abstieg. Nachdem man im Jahr 2011 knapp den direkten Wiederaufstieg verpasst und auch im Jahr 2012 knapp den Aufstieg verfehlt hatte, gelang 2013 der Aufstieg in die Kreisliga. Zwei Jahre später gelang 2015 der Wiederaufstieg in die Landesliga. Im Jahr 2023 wurde der FC Bammental souverän Meister der Landesliga Rhein-Neckar und konnte somit nach 17 Jahren die Rückkehr in die Verbandsliga Nordbaden feiern.
Bekanntester ehemaliger Spieler (1994–2000) und Trainer (1996/97–1999/2000) des Vereins ist Hansi Flick, ehemaliger Cheftrainer des FC Bayern München und ehemaliger Bundestrainer beim DFB.
Weitere bekannte ehemalige Spieler sind Fatih Ceylan, Volkan Glatt sowie Jonas Boldt.
Der Verein ist außerdem der Veranstalter des regional bekannten Hallenturniers 1603-Cup der Heidelberger Brauerei in der Bammentaler Elsenzhalle.

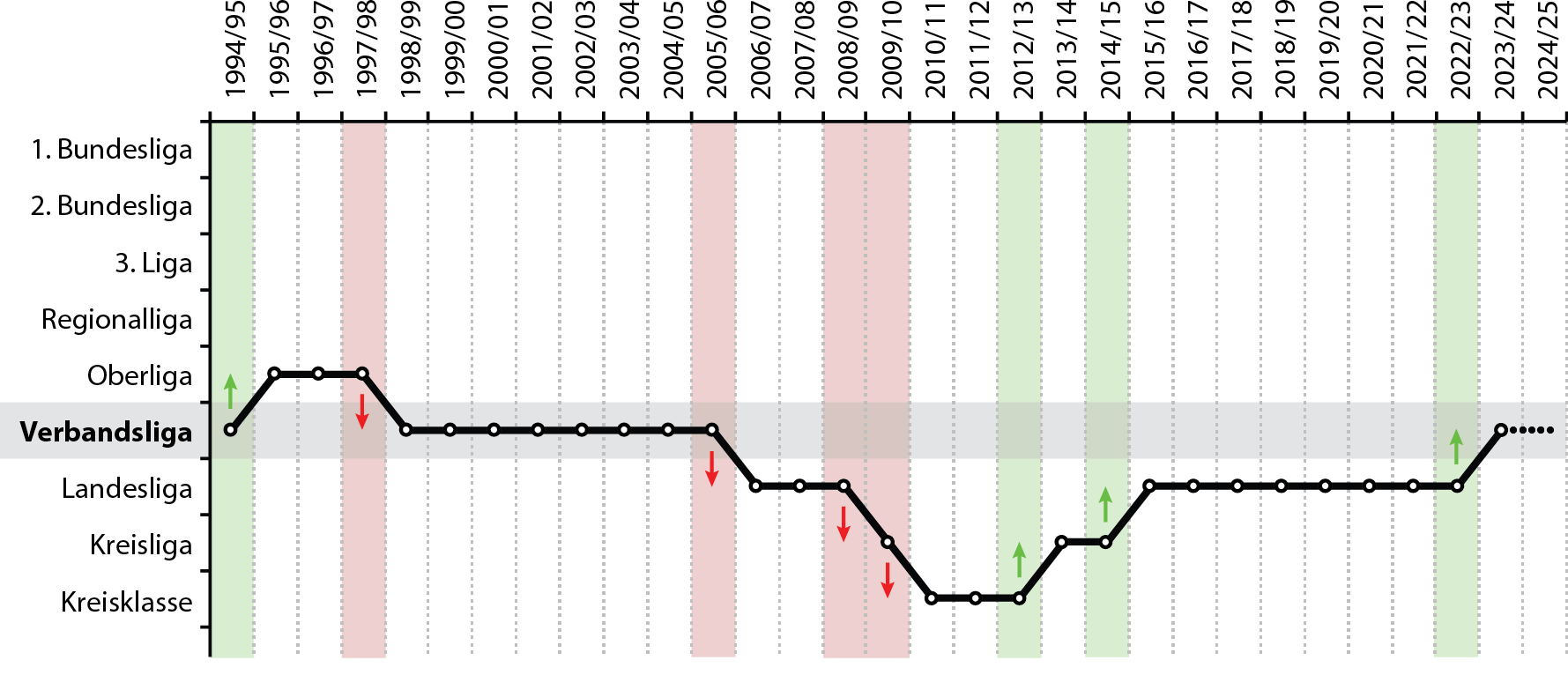
Ligenzugehörigkeit des FC Victoria Bammental seit der Saison 1994/95.